# Selles (Eure)
Selles ist eine französische Gemeinde mit 476 Einwohnern (Stand: 1. Januar 2022) im Département Eure in der Region Normandie. Die Gemeinde gehört zum Kanton Pont-Audemer. Die Einwohner werden Sellois genannt.

## Geografie
Selles liegt etwa 40 Kilometer südöstlich von Le Havre im Roumois. Umgeben wird Selles von den Nachbargemeinden Les Préaux im Norden, Tourville-sur-Pont-Audemer im Norden und Osten, Saint-Siméon im Osten und Südosten, Épaignes im Süden und Südwesten sowie Saint-Symphorien im Westen.
| Jahr      | 1962 | 1968 | 1975 | 1982 | 1990 | 1999 | 2006 | 2013 |
| --------- | ---- | ---- | ---- | ---- | ---- | ---- | ---- | ---- |
| Einwohner | 373  | 401  | 381  | 352  | 367  | 396  | 420  | 453  |

## Sehenswürdigkeiten
- Kirche Notre-Dame aus dem 13./14. Jahrhundert, seit 1961 Monument historique
- Friedhofskreuz, Monument historique seit 1958

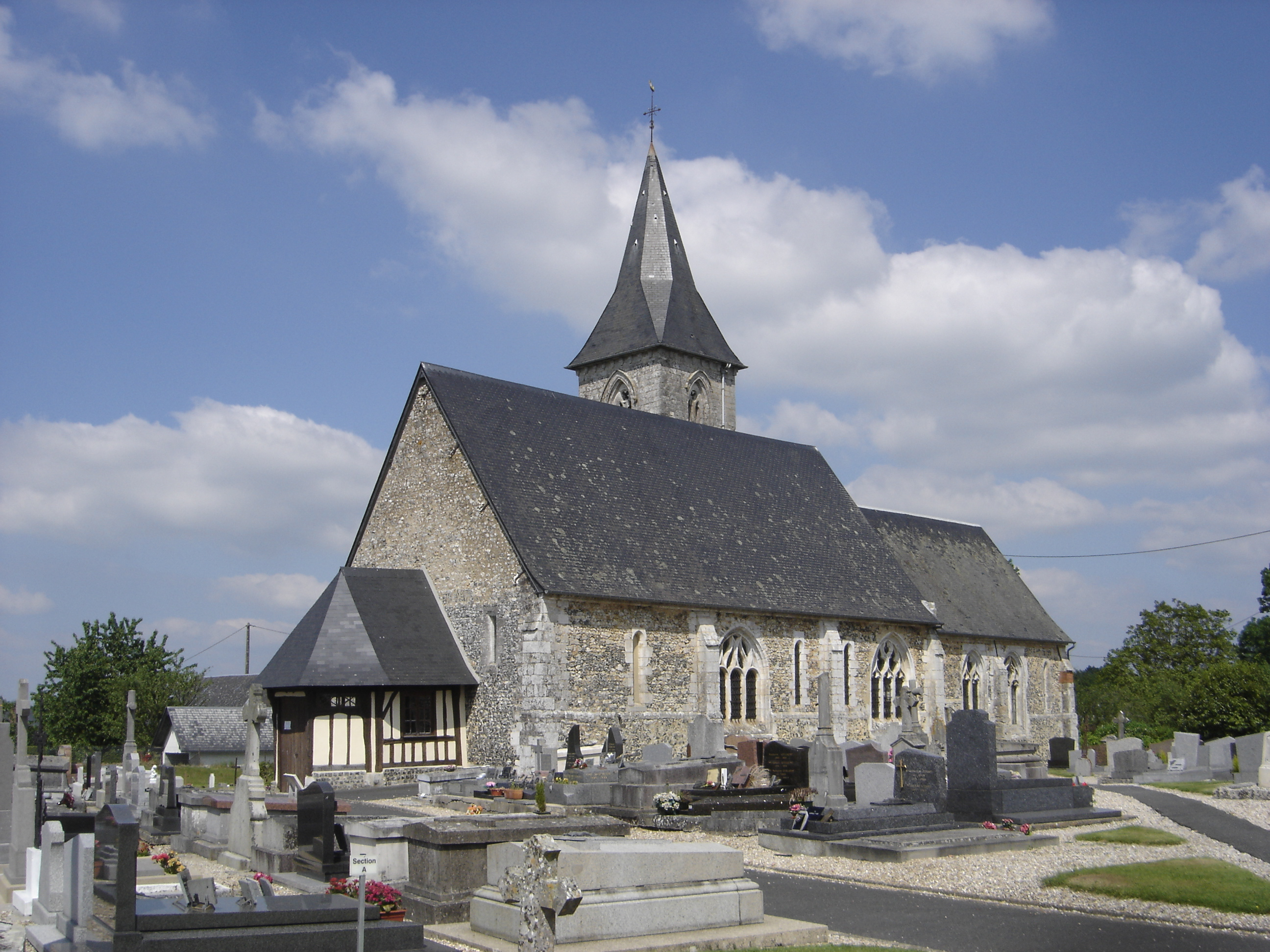
Kirche Notre-Dame